# Llanvaches
Llanvaches (en anglais) ou Llanfaches (en gallois) est un village et une communauté du borough de comté de Newport, au pays de Galles.

## Géographie
Llanvaches est situé à une douzaine de kilomètres au nord-est du centre-ville de Newport, à peu près à mi-chemin de la ville de Chepstow, près de la forêt de Wentwood (en). La route A48 (en) passe à quelques kilomètres au sud du village.

## Démographie
Au recensement de 2011, la communauté de Llanvaches comptait 402 habitants.

## Culture locale et patrimoine
Un trésor de 599 deniers d'argent datant du milieu du IIe siècle a été découvert à Llanvaches en 2006. Il est exposé au National Roman Legion Museum (en) de Caerleon.